# Aeropuerto de Lisboa
El Aeropuerto Humberto Delgado (en portugués: Aeroporto Humberto Delgado) (IATA: LIS, OACI: LPPT), también llamado Aeropuerto de Lisboa o Aeropuerto de Portela, está situado en las freguesias de Olivais (en Lisboa) y Camarate y Prior Velho (en Loures). Es el mayor aeropuerto de Portugal y uno de los mayores del sur de Europa, y sirve de hub para la principal compañía aérea del país, TAP Air Portugal.
En 2017 el aeropuerto tuvo un tráfico de 26.700.000 de viajeros, un 18,7% más que en 2016.

## Historia

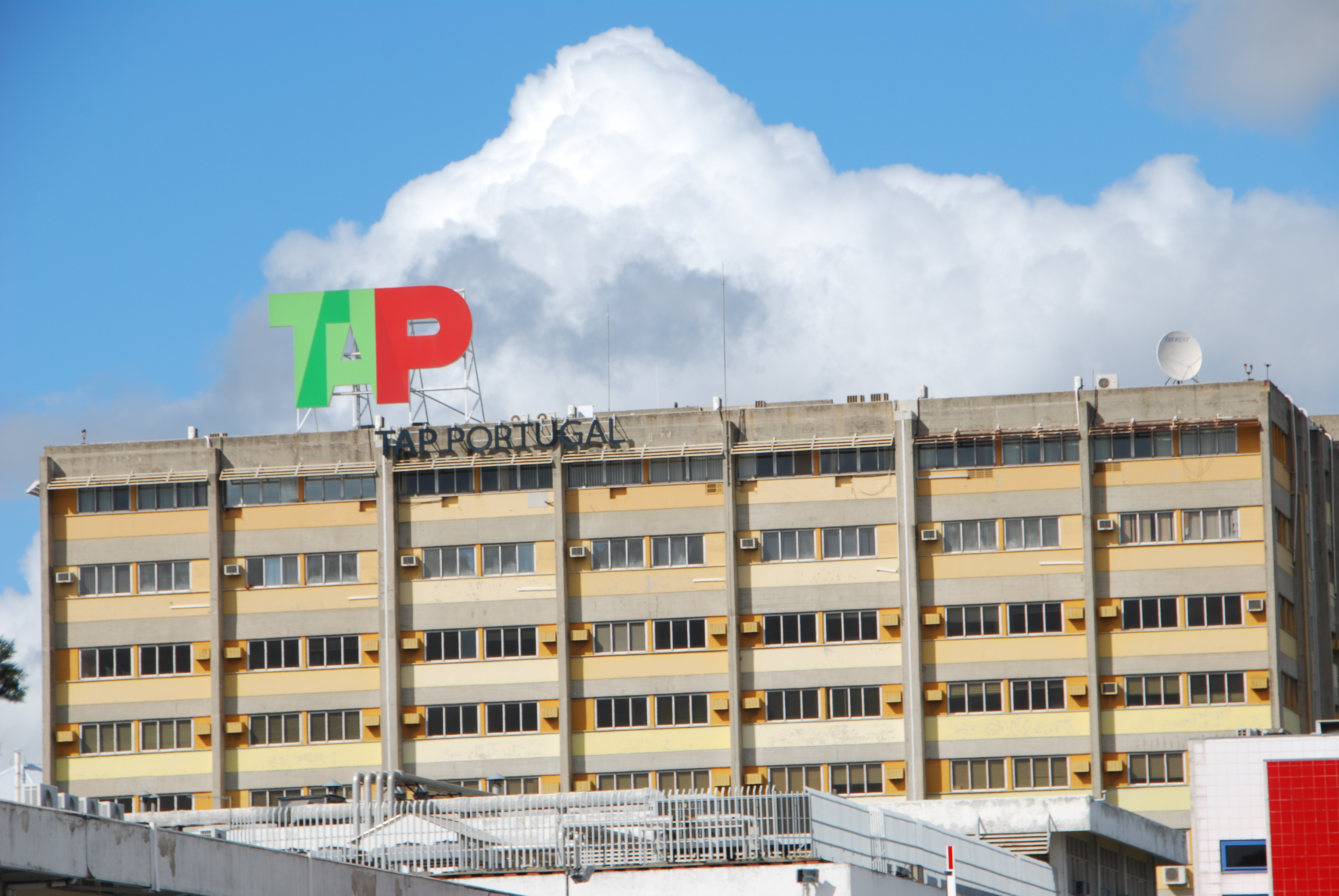
La sede de TAP Air Portugal, Edificio 25.

Hasta la inauguración del Aeropuerto de Portela, en Lisboa estaba en funcionamiento un antiguo aeropuerto llamado Campo Internacional de Aterragem (Campo Internacional de Aterrizaje) situado en Alverca, que entró en funcionamiento en 1919 y dejó de utilizarse en 1940.
En los años 1930 los vuelos transatlánticos entre Europa y América se hacían en hidroaviones por motivos de seguridad. Después de atravesar el océano Atlántico los pasajeros hacían transbordo en aviones con base terrestre que les llevaban a su destino final.
Siendo Lisboa la capital más occidental de Europa, la ciudad se convertía en una terminal estratégica desde el lado europeo para los enlaces de vuelos transatlánticos. Por esto, Portugal pretendió transformar Lisboa en un gran enlace aéreo para vuelos internacionales. Debido a esta razón fueron proyectados dos aeropuertos internacionales en Lisboa: uno marítimo, para hidroaviones y otro terrestre para aviones convencionales. Otra de las razones para la construcción de estas infraestructuras se debió al hecho que en 1940 se celebraría en Lisboa la gran Exposición del Mundo Portugués la cual preveía atraer a la ciudad muchos vuelos con turistas extranjeros (hecho que no se produjo debido al inicio el año anterior de la 2.ª Guerra Mundial).
En 1938 comenzaron las obras en los aeropuertos, las cuales concluyeron en 1940. Como aeroporto terrestre se construyó el Aeropuerto de Portela, en homenaje a la freguesia de Portela, y como aeropuerto marítimo, se construyó el Aeropuerto de Cabo Ruivo, en la ribera del río Tajo a 3 km del primero.
El sistema de vuelos transatlánticos funcionaba con los hidroaviones que venían desde América, amerizando en el río Tajo y desembarcando a sus pasajeros en el Cabo Ruivo. Desde ahí, eran transportados por vehículo hasta Portela. En el aeropuerto de Portela enlazaban con aviones con destino a distintos lugares del resto de Europa. Aquellos que iban de Europa a América hacían el trayecto en sentido inverso.
El aeropuerto de Cabo Ruivo, que se encontraba donde hoy está la Doca dos Olivais en el Parque das Nações, fue desmantelado totalmente para vuelos regulares de pasajeros por hidroavión a finales de los años 1950. Desde entonces se mantiene en exclusiva el aeropuerto de Portela.
El 1 de agosto de 2007 se abrió al público la terminal 2, orientada a vuelos nacionales. Ahora, la terminal 2 es orientada a compañías low-cost (easyJet, Ryanair, Transavia y Norwegian).

## Aerolíneas y destinos

### Destinos nacionales
| Ciudades            | Aeropuerto                       | Aerolíneas                                           |
| Portugal            | Portugal                         | Portugal                                             |
| ------------------- | -------------------------------- | ---------------------------------------------------- |
| Azores              |                                  |                                                      |
| Horta               | Aeropuerto de Horta              | Azores Airlines                                      |
| Isla de Pico        | Aeropuerto de Pico               | Azores Airlines                                      |
| Isla de Santa María | Aeropuerto de Santa María        | Azores Airlines                                      |
| Isla Terceira       | Aeropuerto de Lajes              | Azores Airlines / Ryanair / TAP Air Portugal         |
| Ponta Delgada       | Aeropuerto Juan Pablo II         | Azores Airlines / Ryanair / TAP Air Portugal         |
| Distrito de Faro    |                                  |                                                      |
| Faro                | Aeropuerto de Faro               | TAP Air Portugal                                     |
| Madeira             |                                  |                                                      |
| Funchal             | Aeropuerto de Madeira            | EasyJet / Ryanair / TAP Air Portugal                 |
| Porto Santo         | Aeropuerto de Porto Santo        | EasyJet (Estacional) / TAP Air Portugal (Estacional) |
| Distrito de Oporto  |                                  |                                                      |
| Oporto              | Aeropuerto Francisco Sá Carneiro | Ryanair / TAP Air Portugal                           |

### Destinos internacionales
| Ciudades por países       | Nombre del aeropuerto                                    | Aerolíneas                                                                  |
| África                    | África                                                   | África                                                                      |
| ------------------------- | -------------------------------------------------------- | --------------------------------------------------------------------------- |
| Angola                    |                                                          |                                                                             |
| Luanda                    | Aeropuerto Internacional Dr. Antonio Agostinho Neto      | TAAG Angola Airlines / TAP Portugal                                         |
| Argelia                   |                                                          |                                                                             |
| Argel                     | Aeropuerto Internacional Houari Boumedienne              | Air Algérie / TAP Air Portugal                                              |
| Cabo Verde                |                                                          |                                                                             |
| Boa Vista                 | Aeropuerto Internacional Aristides Pereira               | TAP Air Portugal                                                            |
| Isla de Sal               | Aeropuerto Internacional Amílcar Cabral                  | Cabo Verde Airlines / EasyJet / TAP Air Portugal                            |
| Isla de São Vicente       | Aeropuerto Internacional Cesária Évora                   | Cabo Verde Airlines / TAP Air Portugal                                      |
| Praia                     | Aeropuerto Internacional Nelson Mandela                  | Cabo Verde Airlines / TAP Air Portugal                                      |
| Ghana                     |                                                          |                                                                             |
| Acra                      | Aeropuerto Internacional Kotoka                          | TAP Air Portugal                                                            |
| Gambia                    |                                                          |                                                                             |
| Banjul                    | Aeropuerto Internacional Yundum                          | TAP Air Portugal                                                            |
| Guinea-Bisáu              |                                                          |                                                                             |
| Bisáu                     | Aeropuerto Internacional Osvaldo Vieira                  | EuroAtlantic Airways / TAP Air Portugal                                     |
| Egipto                    |                                                          |                                                                             |
| El Cairo                  | Aeropuerto Internacional de El Cairo                     | EgyptAir                                                                    |
| Marruecos                 |                                                          |                                                                             |
| Agadir                    | Aeropuerto de Agadir-Al Massira                          | Ryanair (Estacional)                                                        |
| Casablanca                | Aeropuerto Internacional Mohámmed V                      | Royal Air Maroc / TAP Air Portugal                                          |
| Marrakech                 | Aeropuerto de Marrakech-Menara                           | EasyJet / Ryanair / TAP Air Portugal                                        |
| Uchda                     | Aeropuerto de Uchda Angads                               | TAP Air Portugal (Chárter Estacional)                                       |
| Tánger                    | Aeropuerto de Tánger                                     | Ryanair                                                                     |
| Mauricio                  |                                                          |                                                                             |
| Port Louis                | Aeropuerto Internacional Sir Seewoosagur Ramgoolam       | Iberojet (Chárter Estacional)                                               |
| Mozambique                |                                                          |                                                                             |
| Maputo                    | Aeropuerto Internacional de Maputo                       | TAP Air Portugal                                                            |
| Santo Tomé y Príncipe     |                                                          |                                                                             |
| São Tomé                  | Aeropuerto Internacional de Sao Tomé                     | STP Airways / TAP Air Portugal                                              |
| Senegal                   |                                                          |                                                                             |
| Dakar                     | Aeropuerto Internacional Blaise Diagne                   | TAP Air Portugal                                                            |
| Túnez                     |                                                          |                                                                             |
| Enfidha                   | Aeropuerto Internacional de Enfidha-Hammamet             | TAP Air Portugal (Chárter Estacional)                                       |
| Túnez                     | Aeropuerto Internacional de Túnez-Cartago                | Tunisair (Estacional)                                                       |
| Yerba                     | Aeropuerto Internacional de Yerba-Zarzis                 | Nouvelair (Chárter Estacional) / TAP Air Portugal (Chárter Estacional)      |
| Norteamérica              |                                                          |                                                                             |
| Canadá                    |                                                          |                                                                             |
| Montreal                  | Aeropuerto Internacional Pierre Elliott Trudeau          | Air Canada / Air Transat / TAP Air Portugal                                 |
| Toronto                   | Aeropuerto Internacional Toronto Pearson                 | Air Canada / Air Transat / TAP Air Portugal                                 |
| Estados Unidos            |                                                          |                                                                             |
| Boston                    | Aeropuerto Internacional Logan                           | Delta Air Lines / TAP Air Portugal                                          |
| Chicago                   | Aeropuerto Internacional Chicago-O'Hare                  | TAP Air Portugal                                                            |
| Filadelfia                | Aeropuerto Internacional de Filadelfia                   | American Airlines                                                           |
| Los Angeles               | Aeropuerto Internacional de Los Angeles                  | TAP Air Portugal                                                            |
| Miami                     | Aeropuerto Internacional de Miami                        | TAP Air Portugal                                                            |
| Newark                    | Aeropuerto Internacional Libertad de Newark              | TAP Air Portugal / United Airlines                                          |
| Nueva York                | Aeropuerto Internacional John F. Kennedy                 | Delta Air Lines / TAP Air Portugal                                          |
| San Francisco             | Aeropuerto Internacional de San Francisco                | TAP Air Portugal                                                            |
| Washington D. C.          | Aeropuerto Internacional de Washington-Dulles            | TAP Air Portugal / United Airlines                                          |
| México                    |                                                          |                                                                             |
| Cancún                    | Aeropuerto Internacional de Cancún                       | Iberojet (Estacional) / TAP Air Portugal (Estacional)                       |
| Centroamérica y El Caribe |                                                          |                                                                             |
| Cuba                      |                                                          |                                                                             |
| Varadero                  | Aeropuerto Juan Gualberto Gómez                          | World2fly (Estacional)                                                      |
| Jamaica                   |                                                          |                                                                             |
| Montego Bay               | Aeropuerto Internacional Sir Donald Sangster             | World2fly (Chárter Estacional)                                              |
| República Dominicana      |                                                          |                                                                             |
| La Romana                 | Aeropuerto Internacional de La Romana                    | World2fly (Chárter Estacional)                                              |
| Punta Cana                | Aeropuerto Internacional de Punta Cana                   | Iberojet (Estacional) / World2fly (Estacional)                              |
| Sudamérica                |                                                          |                                                                             |
| Brasil                    |                                                          |                                                                             |
| Belém                     | Aeropuerto Internacional de Belém                        | TAP Air Portugal                                                            |
| Belo Horizonte            | Aeropuerto Internacional Tancredo Neves                  | TAP Air Portugal                                                            |
| Brasilia                  | Aeropuerto Internacional Presidente Juscelino Kubitschek | TAP Air Portugal                                                            |
| Campinas                  | Aeropuerto Internacional de Campinas                     | Azul                                                                        |
| Florianópolis             | Aeropuerto Internacional Hercílio Luz                    | TAP Air Portugal                                                            |
| Fortaleza                 | Aeropuerto Internacional Pinto Martins                   | LATAM (Estacional) / TAP Air Portugal                                       |
| Natal                     | Aeropuerto Internacional de Grande Natal                 | TAP Air Portugal                                                            |
| Porto Alegre              | Aeropuerto Internacional Salgado Filho                   | TAP Air Portugal                                                            |
| Recife                    | Aeropuerto Internacional de Recife                       | TAP Air Portugal                                                            |
| Río de Janeiro            | Aeropuerto Internacional de Galeão                       | TAP Air Portugal                                                            |
| Salvador de Bahía         | Aeropuerto Internacional Deputado Luís Eduardo Magalhães | TAP Air Portugal                                                            |
| São Paulo                 | Aeropuerto Internacional de São Paulo-Guarulhos          | LATAM / TAP Air Portugal                                                    |
| Venezuela                 |                                                          |                                                                             |
| Caracas                   | Aeropuerto Internacional de Maiquetía Simón Bolívar      | TAP Air Portugal                                                            |
| Asia                      |                                                          |                                                                             |
| Catar                     |                                                          |                                                                             |
| Doha                      | Aeropuerto Internacional Hamad                           | Qatar Airways                                                               |
| China                     |                                                          |                                                                             |
| Hangzhou                  | Aeropuerto Internacional de Hangzhou-Xiaoshan            | Beijing Capital Airlines                                                    |
| Corea del Sur             |                                                          |                                                                             |
| Seúl                      | Aeropuerto Internacional de Incheon                      | Korean Air                                                                  |
| EAU                       |                                                          |                                                                             |
| Abu Dabi                  | Aeropuerto Internacional Zayed                           | Etihad Airways                                                              |
| Dubái                     | Aeropuerto Internacional de Dubái                        | Emirates                                                                    |
| Israel                    |                                                          |                                                                             |
| Tel Aviv                  | Aeropuerto Internacional Ben Gurión                      | El Al                                                                       |
| Japón                     |                                                          |                                                                             |
| Tokio                     | Aeropuerto Internacional de Haneda                       | All Nippon Airways                                                          |
| Turquía                   |                                                          |                                                                             |
| Ankara                    | Aeropuerto Internacional Esenboğa                        | Pegasus Airlines                                                            |
| Estambul                  | Aeropuerto de Estambul                                   | Turkish Airlines                                                            |
| Esmirna                   | Aeropuerto de Esmirna-Adnan Menderes                     | Pegasus Airlines                                                            |
| Europa                    |                                                          |                                                                             |
| Albania                   |                                                          |                                                                             |
| Tirana                    | Aeropuerto Internacional Madre Teresa                    | Air Albania (Chárter Estacional) / EasyJet (Estacional)                     |
| Alemania                  |                                                          |                                                                             |
| Berlín                    | Aeropuerto de Berlín-Brandeburgo Willy Brandt            | Ryanair / TAP Air Portugal                                                  |
| Colonia                   | Aeropuerto de Colonia/Bonn                               | Eurowings / Ryanair                                                         |
| Düsseldorf                | Aeropuerto Internacional de Düsseldorf                   | Eurowings / TAP Air Portugal                                                |
| Fráncfort                 | Aeropuerto de Fráncfort del Meno                         | Lufthansa / TAP Air Portugal                                                |
| Hamburgo                  | Aeropuerto de Hamburgo                                   | Eurowings / TAP Air Portugal                                                |
| Hannover                  | Aeropuerto de Hannover                                   | Eurowings (Estacional)                                                      |
| Múnich                    | Aeropuerto Internacional de Múnich-Franz Josef Strauss   | Lufthansa / TAP Air Portugal                                                |
| Stuttgart                 | Aeropuerto de Stuttgart                                  | Eurowings                                                                   |
| Austria                   |                                                          |                                                                             |
| Viena                     | Aeropuerto de Viena                                      | Ryanair / TAP Air Portugal                                                  |
| Bélgica                   |                                                          |                                                                             |
| Bruselas                  | Aeropuerto de Bruselas-National                          | Brussels Airlines / TAP Air Portugal                                        |
| Charleroi                 | Aeropuerto de Bruselas Sur                               | Ryanair                                                                     |
| Bulgaria                  |                                                          |                                                                             |
| Sofía                     | Aeropuerto de Sofía                                      | Bulgaria Air (Estacional)                                                   |
| Dinamarca                 |                                                          |                                                                             |
| Copenhague                | Aeropuerto de Copenhague-Kastrup                         | Norwegian/ SAS (Estacional) / TAP Air Portugal                              |
| España                    |                                                          |                                                                             |
| Alicante                  | Aeropuerto de Alicante                                   | Ryanair / TAP Air Portugal (Estacional)                                     |
| Asturias                  | Aeropuerto de Asturias                                   | Volotea                                                                     |
| Barcelona                 | Aeropuerto de Barcelona-El Prat                          | EasyJet / Ryanair / TAP Air Portugal / Vueling                              |
| Bilbao                    | Aeropuerto de Bilbao                                     | TAP Air Portugal / Vueling                                                  |
| Gran Canaria              | Aeropuerto de Gran Canaria                               | TAP Air Portugal                                                            |
| Ibiza                     | Aeropuerto de Ibiza                                      | TAP Air Portugal (Estacional) / Vueling (Estacional)                        |
| Madrid                    | Aeropuerto de Madrid-Barajas                             | Air Europa / EasyJet / Iberia / Ryanair / TAP Air Portugal                  |
| Málaga                    | Aeropuerto de Málaga-Costa del Sol                       | Ryanair / TAP Air Portugal                                                  |
| Menorca                   | Aeropuerto de Menorca                                    | EasyJet (Estacional) / TAP Air Portugal (Estacional)                        |
| Palma de Mallorca         | Aeropuerto de Palma de Mallorca                          | EasyJet (Estacional) / TAP Air Portugal (Estacional) / Vueling (Estacional) |
| Sevilla                   | Aeropuerto de Sevilla                                    | Ryanair / TAP Air Portugal                                                  |
| Tenerife                  | Aeropuerto de Tenerife Sur                               | TAP Air Portugal                                                            |
| Valencia                  | Aeropuerto de Valencia                                   | Ryanair / TAP Air Portugal                                                  |
| Finlandia                 |                                                          |                                                                             |
| Helsinki                  | Aeropuerto de Helsinki-Vantaa                            | Finnair                                                                     |
| Francia                   |                                                          |                                                                             |
| Beauvais                  | Aeropuerto de Beauvais-Tillé                             | Ryanair                                                                     |
| Burdeos                   | Aeropuerto de Burdeos-Mérignac                           | EasyJet                                                                     |
| Lyon                      | Aeropuerto de Lyon-Saint Exupéry                         | EasyJet / TAP Air Portugal                                                  |
| Marsella                  | Aeropuerto de Marsella-Provenza                          | Ryanair / TAP Air Portugal                                                  |
| Montpellier               | Aeropuerto de Montpellier-Méditerranée                   | Transavia (Estacional)                                                      |
| Nantes                    | Aeropuerto de Nantes Atlantique                          | EasyJet / Transavia / Volotea                                               |
| Niza                      | Aeropuerto Internacional Niza Costa Azul                 | EasyJet / TAP Air Portugal                                                  |
| París                     | Aeropuerto de París-Charles de Gaulle                    | Air France / EasyJet                                                        |
| París                     | Aeropuerto de París-Orly                                 | TAP Air Portugal / Transavia / Vueling                                      |
| Toulouse                  | Aeropuerto de Toulouse-Blagnac                           | Ryanair / TAP Air Portugal                                                  |
| Grecia                    |                                                          |                                                                             |
| Atenas                    | Aeropuerto Internacional Eleftherios Venizelos           | Aegean Airlines / EasyJet                                                   |
| Heraclión                 | Aeropuerto Internacional de Heraclión Nikos Kazantzakis  | Aegean Airlines (Chárter Estacional)                                        |
| Hungría                   |                                                          |                                                                             |
| Budapest                  | Aeropuerto de Budapest-Ferenc Liszt                      | Ryanair / Wizz Air                                                          |
| Irlanda                   |                                                          |                                                                             |
| Dublín                    | Aeropuerto de Dublín                                     | Aer Lingus / Ryanair / TAP Air Portugal                                     |
| Islandia                  |                                                          |                                                                             |
| Reikiavik                 | Aeropuerto Internacional Keflavík                        | Icelandair / Play                                                           |
| Italia                    |                                                          |                                                                             |
| Bérgamo                   | Aeropuerto de Bérgamo-Orio al Serio                      | Ryanair                                                                     |
| Bolonia                   | Aeropuerto de Bolonia                                    | Ryanair / TAP Air Portugal                                                  |
| Florencia                 | Aeropuerto de Florencia                                  | TAP Air Portugal                                                            |
| Milán                     | Aeropuerto de Milán-Linate                               | EasyJet                                                                     |
| Milán                     | Aeropuerto de Milán-Malpensa                             | EasyJet / TAP Air Portugal                                                  |
| Nápoles                   | Aeropuerto de Nápoles                                    | Ryanair / TAP Air Portugal (Estacional)                                     |
| Palermo                   | Aeropuerto de Palermo-Punta Raisi                        | EasyJet (Estacional)                                                        |
| Pisa                      | Aeropuerto de Pisa                                       | Ryanair (Estacional)                                                        |
| Roma                      | Aeropuerto de Roma-Fiumicino                             | Ryanair / TAP Air Portugal / Wizz Air                                       |
| Venecia                   | Aeropuerto Internacional Marco Polo                      | Ryanair / TAP Air Portugal                                                  |
| Letonia                   |                                                          |                                                                             |
| Riga                      | Aeropuerto Internacional de Riga                         | AirBaltic                                                                   |
| Lituania                  |                                                          |                                                                             |
| Vilna                     | Aeropuerto Internacional de Vilna                        | AirBaltic                                                                   |
| Luxemburgo                |                                                          |                                                                             |
| Luxemburgo                | Aeropuerto de Luxemburgo                                 | EasyJet / Luxair / Ryanair / TAP Air Portugal                               |
| Malta                     |                                                          |                                                                             |
| Malta                     | Aeropuerto Internacional de Malta                        | Ryanair                                                                     |
| Moldavia                  |                                                          |                                                                             |
| Chisináu                  | Aeropuerto Internacional de Chisináu                     | FlyOne / SkyUp Airlines                                                     |
| Noruega                   |                                                          |                                                                             |
| Oslo                      | Aeropuerto de Oslo-Gardermoen                            | Norse Atlantic Airways (Estacional) / TAP Air Portugal                      |
| Países Bajos              |                                                          |                                                                             |
| Ámsterdam                 | Aeropuerto de Ámsterdam-Schiphol                         | KLM / TAP Air Portugal / Transavia                                          |
| Eindhoven                 | Aeropuerto de Eindhoven                                  | Ryanair / Transavia                                                         |
| Róterdam                  | Aeropuerto de Róterdam                                   | Transavia                                                                   |
| Polonia                   |                                                          |                                                                             |
| Breslavia                 | Aeropuerto de Breslavia-Copérnico                        | Ryanair                                                                     |
| Cracovia                  | Aeropuerto de Cracovia-Juan Pablo II                     | Ryanair                                                                     |
| Varsovia                  | Aeropuerto de Varsovia-Frédéric Chopin                   | LOT Polish Airlines / TAP Air Portugal / Wizz Air                           |
| Varsovia                  | Aeropuerto de Varsovia-Modlin                            | Ryanair                                                                     |
| Poznan                    | Aeropuerto de Poznan-Ławica                              | Ryanair                                                                     |
| Reino Unido               |                                                          |                                                                             |
| Birmingham                | Aeropuerto Internacional de Birmingham-West Midlands     | EasyJet / Ryanair                                                           |
| Bristol                   | Aeropuerto Internacional de Bristol                      | EasyJet                                                                     |
| Edimburgo                 | Aeropuerto de Edimburgo                                  | EasyJet / Ryanair                                                           |
| Londres                   | Aeropuerto de Londres-Gatwick                            | EasyJet / TAP Air Portugal                                                  |
| Londres                   | Aeropuerto de Londres-Heathrow                           | British Airways / TAP Air Portugal                                          |
| Londres                   | Aeropuerto de Londres-Luton                              | EasyJet                                                                     |
| Londres                   | Aeropuerto de Londres-Stansted                           | Ryanair                                                                     |
| Mánchester                | Aeropuerto de Mánchester                                 | EasyJet / Ryanair / TAP Air Portugal                                        |
| República Checa           |                                                          |                                                                             |
| Praga                     | Aeropuerto Internacional de Ruzyně                       | EasyJet / TAP Air Portugal                                                  |
| Rumania                   |                                                          |                                                                             |
| Bucarest                  | Aeropuerto Internacional de Bucarest-Henri Coandă        | Wizz Air                                                                    |
| Cluj-Napoca               | Aeropuerto de Cluj-Napoca                                | Wizz Air                                                                    |
| Serbia                    |                                                          |                                                                             |
| Belgrado                  | Aeropuerto de Belgrado-Nikola Tesla                      | Air Serbia / Wizz Air                                                       |
| Suecia                    |                                                          |                                                                             |
| Estocolmo                 | Aeropuerto de Estocolmo-Arlanda                          | Norse Atlantic Airways / SAS (Estacional) / TAP Air Portugal                |
| Suiza                     |                                                          |                                                                             |
| Basilea                   | Aeropuerto de Basilea-Mulhouse-Friburgo                  | EasyJet                                                                     |
| Ginebra                   | Aeropuerto Internacional de Ginebra                      | EasyJet / Swiss / TAP Air Portugal                                          |
| Zúrich                    | Aeropuerto Internacional de Zúrich                       | EasyJet / Swiss / TAP Air Portugal                                          |

## Estadísticas

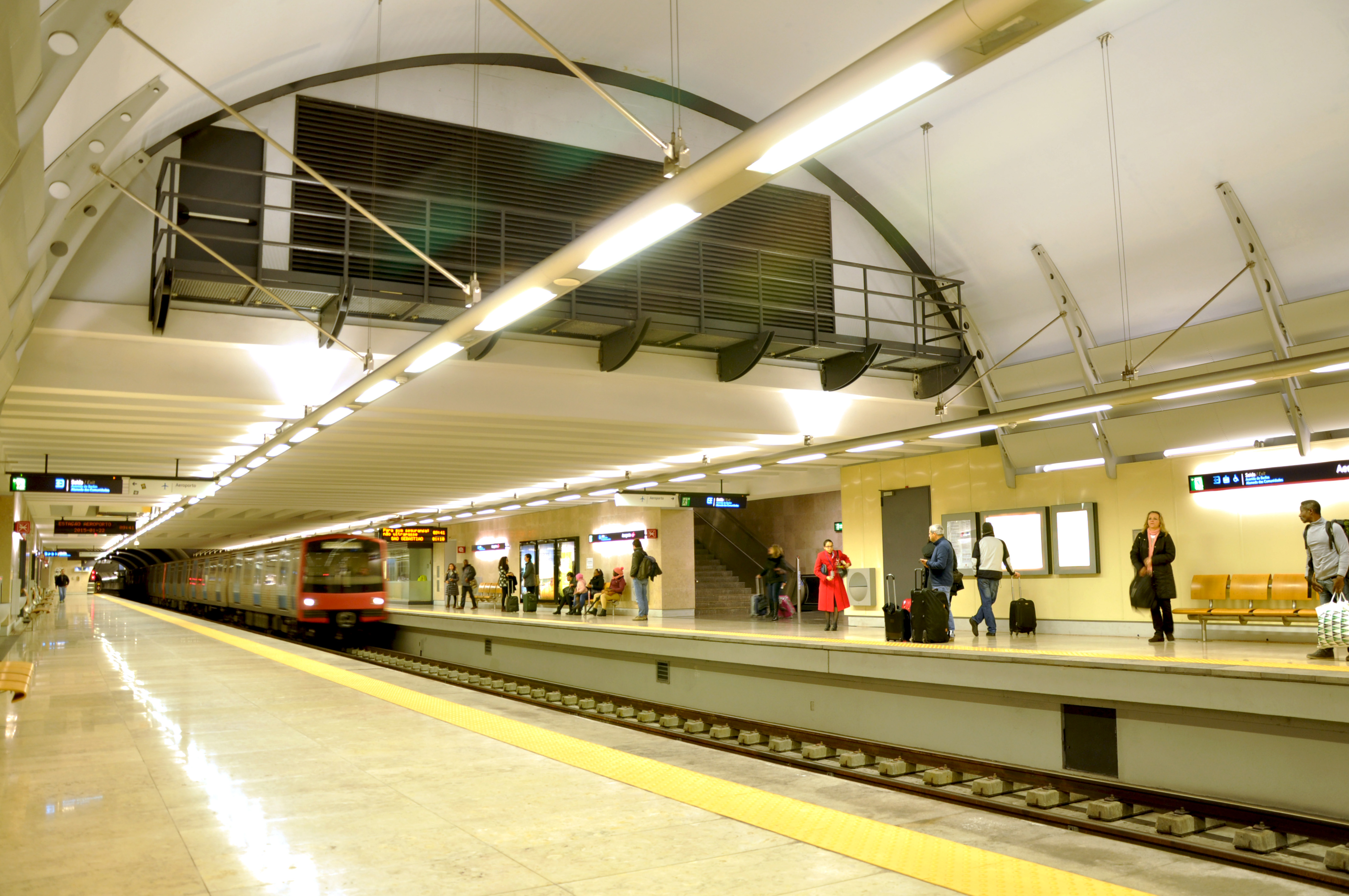
Estación Aeroporto del metro

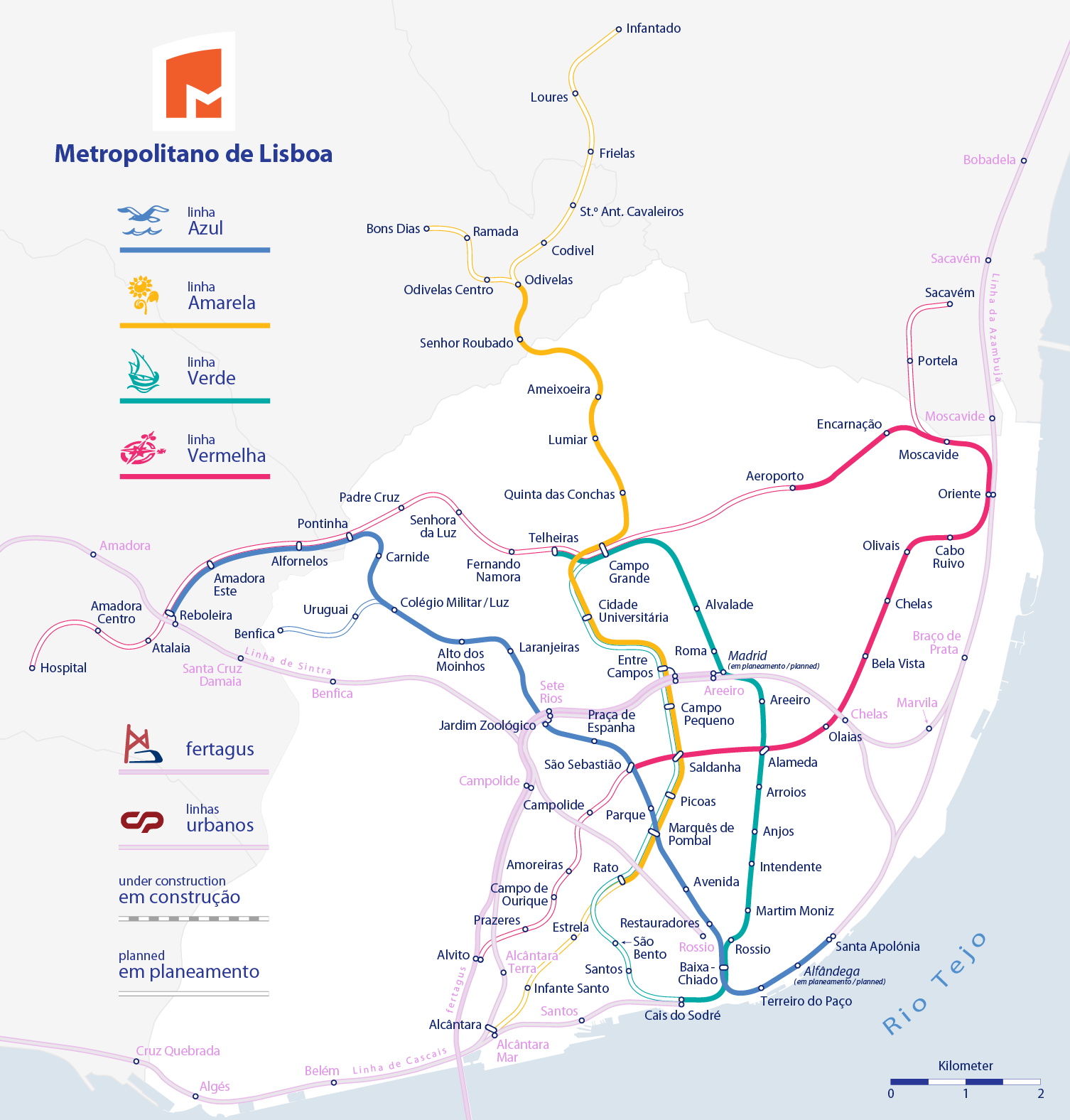
Mapa del Metro de Lisboa y trenes suburbanos

Ver fuente y consulta Wikidata.